# Nerprun des rochers
Rhamnus saxatilis
Espèce
Classification phylogénétique
Le Nerprun des rochers, Rhamnus saxatilis, est une espèce de plantes à fleurs de la famille des Rhamnaceae.

## Description
Le Nerprun des rochers est un petit arbuste épineux de 50 à 100cm.
Ses feuilles assez petites sont ovales, dentées et munies d'un court pétiole.
Ses fleurs, vertes, sont petites, à quatre pétales.
Floraison de mai à août.

## Habitat
Il affectionne les sols calcaires et rocheux.
Il est présent en France dans 23 départements au sud d'un arc de cercle commencé à l'ouest par la Charente et la Dordogne et terminé à l'est par le Doubs.
Présent dans les landes steppiques et dans des espaces rocheux.